# Polen
Polen (polsk: Polska), officielt Republikken Polen (polsk: Rzeczpospolita Polska) er et land i Centraleuropa og grænser til Tyskland mod vest, Tjekkiet og Slovakiet mod syd, Ukraine og Hviderusland mod øst, og Østersøen mod nord, Litauen og Rusland (i form af Kaliningrad-enklaven) mod øst. Polen har havgrænse til Danmark og Sverige. Med et samlet areal på 312 696 km² er Polen verdens 69. største land og det 9. største i Europa. Polens befolkning udgør 38.265.013 (31.12.2020) indbyggere og gør det til det 33. mest befolkede land i verden.For befolkningspyramider til 2100, se under Ukraine#Eksterne henvisninger.
Den første polske stat opstod i 966 med et territorium som vore dages Polen. Polen blev et kongedømme i 1025 og gik i 1569 ind i en langvarig union med Storfyrstendømmet Litauen og dannede Den polsk-litauiske realunion. Realunionen var blandt de mest magtfulde, rigeste og folkerigeste stater i Europa 1569-1795 og var kendetegnet af en magtfuld adel (Szlachta), som udgjorde 15 % af befolkningen. (Mod 1,5 % i Frankrig, i England 1,5-3 %). Den Polsk-Litauiske Realunion var en yderst mangfoldig stat med et betydeligt antal af etniciteter og med en udpræget religionsfrihed i forhold til resten af Europa. Realunionen blev opløst i 1795, og Polen blev delt mellem sine nabolande Rusland, Prøjsen og Østrig. Polen vandt sin selvstændighed tilbage i 1918 efter 1. verdenskrig. I 1926 gennemførte general Pilsudski et militærkup og gjorde landet til en diktaturstat. Under 2. verdenskrig blev Polen besat af Stortyskland. Efter krigen blev Polen en socialistisk republik (et "østblokland"). Efter flere år med politiske kampe afskaffede Polen det socialistiske styre i 1989, og landet blev uformelt kendt som "Den tredje polske republik".
I dag er Polen et parlamentarisk demokrati bestående af seksten voivodskaber og er det sjette mest folkerige medlemsland i EU. Landet er desuden medlem af NATO, FN, OECD, WTO, Visegrádgruppen og flere andre internationale organisationer.

## Historie
Polens historie indledes i 900-tallet, da Piast-slægten, der regerede området, besejrede og forenede flere slaviske stammer. I 966 kristnedes Polen af missionærer fra Tjekkiet.
I 1569 indgik Polen og Litauen Lublinunionen og dannede Den polsk-litauiske realunion.
"Realunionen" bestod af det nuværende Polen, Litauen, Letland, Estland, Hviderusland, dele af Ukraine, dele af Rumænien og dele af Rusland. Det blev delt mellem nabolandene, Kongeriget Preussen, det Russiske kejserrige og De Habsburgske arvelande (dvs. Østrig-Ungarn) i 1772, 1793 og endeligt i 1795, hvor Polen forsvandt fra europakortet som selvstændig stat.
Polen genopstod som stat den 11. november 1918. Det tyske sammenbrud var Polens held, med Versaillestraktaten fra 1919 som udgangspunkt. Da tyske tropper trak sig tilbage fra øst, voksede en polsk hær frem, der med held ekspanderede øst for de nu gældende grænser (polsk-sovjetiske krig 1919-21). Ved fredsslutningen blev Polens østlige grænse fastslået, og Polen fik en del af Hviderusland og Ukraine. Polen var en ny stat med territorier fra tre tidligere kejserdømmer: Det russiske, det tyske og Habsburgernes. De fleste polakker var bønder, og arbejdsløsheden i landsbyerne var enorm. Jordreformerne var utilstrækkelige, da den polske stat, i stedet for at udstykke jord fra de store godser, optrådte som mægler ved opkøb og af lån til disse. Bønderne gik træt af langtækkeligheden i processerne, og lån blev også trukket tilbage pga. depressionen. De fleste bønder håbede på et eget jordstykke samt den hævdvundne ret til fællesområder, selvom hævd bortfaldt, når jord blev anset som privat ejendom. Polske bønder havde i stor udstrækning udvandret til USA, men fra 1920'erne af strammede USA ind. Det nye Polen stod derfor en betydelig utilfredshed blandt sin landbefolkning. I 1926 gennemførte general Pilsudski et militærkup og indførte diktatur.
De fleste af Polens læger, sagførere og købmænd var jøder, og jøder betalte mere end en tredjedel af al skat i Polen. Jødisk ejede virksomheder stod for omkring halvdelen af landets udenrigshandel. Der var omtrent ligeså mange assimilerede jøder i Polen som i Tyskland. Men for hver assimilerede polske jøde var der ti jiddischtalende, der havde et mere ortodokst forhold til religion. Jøder i Polen havde et parallelt skolesystem, partisystem og en parallel presse.

### Anden verdenskrig
Den 23. august 1939 underskrev Tyskland og Sovjetunionen Ribbentrop-Molotov pagten. Den 1. september 1939 invaderede den tyske hær nabolandet Polen fra vest, og kort efter (den 17. september) rykkede de sovjetiske tropper ind fra øst. Angrebet på Polen regnes oftest som starten på anden verdenskrigs. Polen forblev delt mellem de to militære magter frem til 22. juni 1941, da Tyskland indledte et storstilet angreb på Sovjetunionen og her blandt andet erobrede resten af det polske territorium. Hitlers regime slog ekstra hårdt til mod den polske civilbefolkning. Tyskerne myrdede over seks millioner polske statsborgere, hvoraf over halvdelen var jøder. Hertil kom materielle ødelæggelser: blandt andet blev Warszawa jævnet med jorden. Mange af de tyske udryddelses- og arbejdslejre, som nazismens ofre blev transporteret til, blev opført på polsk jord under den tyske okkupation. Sovjet undertrykte ligeledes den polske befolkning frem til 1941; massemordet på polske officerer og andre i Katynmassakren er et eksempel. Sovjetunionen sendte hundredetusindvis af polakker til arbejdslejre fx i Sibirien og Kasakhstan.
Den Røde Hær indledte den Hviderussiske offensiv den 22. juni 1944 som del af de intensive kampe på østfronten. Offensiven overmandede og gennembrød de tyske linjer og i starten af august stod de sovjetiske tropper ved den polske grænse. Det var dog først i starten af 1945, at Polen blev befriet fra den tyske nazistiske besættelse, efter Den Røde Hær indledte Wisła-Oder-offensiven den 17. januar 1945. Efter anden verdenskrigs afslutning blev den polske republik genoprettet, men som følge af de allieredes aftaler blev landegrænserne forskudt mod vest. Republikken var dog nu socialistisk, og Polen blev indstiftende medlem af Warszawa-pagten i 1955.

### Efterkrigstiden
Tyskernes besættelse og kampene under anden verdenskrig havde efterladt Polen i ruiner, herunder hovedstaden Warszawa som var totalt ødelagt, og op mod 20% af landets befolkning havde mistet livet. På den baggrund, blev der iværksat en massiv genopbygning og industrialisering af det tidligere bondesamfund. Arbejds- og leve-forholdene i efterkrigstiden skabte ved flere lejligheder folkelige opstande, og efter 50'erne og 60'ernes relative fremgang, indtrådte der økonomisk recession. Ved en strejke i 1970 blev retten til uafhængige fagforeninger også gennemført, og den frie fagforening Solidaritet (Solidarność) voksede sig stærk under ledelse af Lech Wałęsa, så den i 1980 talte 400.000 medlemmer. Den 14. august 1980 udbrød der strejke på Leninskibsværftet i Gdansk. Situationen udviklede og spredte sig, og Solidaritet voksede over få måneder til henved 10 millioner medlemmer. Endnu en opstand var under opsejling, og 18 sovjetiske panserdivisioner kørte i stilling ved den polske grænse, klar til militær indgriben. Invasionen udeblev dog, for den 13. december 1981 iværksatte den polske general Wojciech Jaruzelski et militærkup, der overtog magten i landet og indførte krigsretstilstand. Blandt de mange restriktioner og tiltag blev Solidaritet forbudt, lederne fængslet, og militæret genindførte en seksdags arbejdsuge. I 1982 var fagforeningen svækket kraftigt, og Lech Walesa blev løsladt. Den 22. juli 1983 blev krigsretstilstanden officielt ophævet, selvom det polske militær fortsat kontrollede vigtige politiske poster. De økonomiske og administrative problemer, der havde ledt til opstandene, var dog uændret, så da fødevarepriserne blev hævet med 40% i februar 1988, begyndte utilfredsheden og strejkerne igen. Denne gang erkendte den polske regering dog, at Solidaritet, den katolske kirke og et par politiske partier, var værdige samarbejdspartnere, og ikke modstandere at bekæmpe. Et bredt politisk samarbejde indledtes, hvilket førte til demokratiske reformer og et systemskifte ved valget den 4. juni 1989, hvor Solidaritet vandt en jordskredssejr.
Efter Den Kolde Krigs afslutning, og Warszawa-pagtens opløsning i 1991, blev Polen optaget i NATO i 1999 og sidenhen i EU i 2004.
Den 10. april 2010 styrtede den polske pendant til Air Force One ned med blandt andre Polens præsident, Lech Kaczyński og hans kone, Maria Kaczyńska, under et mislykket 2. landingsforsøg i Smolensk i Rusland. Om bord var såvel landets viceudenrigsminister, Andrzej Kremer, den polske hærchef, Franciszek Gagor, samt den polske centralbankchef, Slawomir Skrzypek. Præsidenten og flere af de andre topfolk var på vej til en mindehøjtidelighed for 70-års dagen for en massakre på 20.000 polakker under anden verdenskrig.

## Politik
Polen er en demokratisk republik, med præsidenten, som vælges ved frie valg for en periode på fem år, som statsoverhoved. Regeringsstrukturen koncentrerer sig om Ministerrådet ledet af statsministeren. Nuværende statsminister er Donald Tusk. Præsidenten udnævner kabinettet efter statsministerens forslag, normalt fra flertalskoalitionen i tokammerunderhuset Sejmen. Sammen med ministerrådet udgør præsidenten landets udøvende magt. Nuværende præsident er Karol Nawrocki.
Polen har et tokammerparlament, som består af Sejmen (som vælges gennem proportionale valg og har 460 repræsentanter) og Senatet (som vælges gennem et blokvalgssystem og har 100 senatorer). Sejmen har en spærregrænse på fem %, som imidlertid ikke gælder for etniske partier. Grundloven blev skrevet i 1997. (Polens første grundlov af 1791 er verdens næstældste. Det var den, der var grundlaget for polsk rigsdag: et veto på rigsdagen forkastede samtlige forslag). Når Sejmen og Senatet afholder fællessession danner de Nationalforsamlingen (Zgromadzenie Narodowe). Tokammerparlamentet udgør den lovgivende magt i landet.
Den dømmende magt udøves af domstolene Højesteret (Sąd Najwyższy), Den øverste forvaltningsdomstol (Naczelny Sąd Administracyjny), Konstitutionsdomstolen (Trybunał Konstytucyjny) og Statsdomstolen (Trybunał Stanu). Efter godkendelse af Senatet udpeger også Sejmen Ombudsmanden (Rzecznik Praw Obywatelskich) for en periode på fem år.
Efter valget i 2007 er partiet Platforma Obywatelska i regeringsposition, men har ikke flertal og er derfor gået i koalition med Polskie Stronnictwo Ludowe. Blandt de øvrige partier i parlamentet findes Prawo i Sprawiedliwość og Lewica

## Administrativ inddeling
Polen er inddelt i 16 voivodskaber (provinser; polsk województwo). Voivodskaberne deles yderligere ind i 379 powiater (distrikt: 65 bydistrikter og 314 landdistrikter) og 2 477 gminaer (kommuner; 302 bykommuner, 642 blandede kommuner og 1 533 landkommuner).
| |                                                      | Voivodskab                          | Hovedby | Areal (km²) | Folketal(1) |
| --- | ---------------------------------------------------- | ----------------------------------- | ------- | ----------- | ----------- |
| 1 | dolnośląskie (Nederschlesiske voivodskab)            | Wrocław                             | 19 947  | 2 888 000   |             |
| 2 | kujawsko-pomorskie (Kujaviskpommerske voivodskab)    | Bydgoszcz/Toruń(2)                  | 17 972  | 2 006 900   |             |
| 3 | lubelskie (Lublin voivodskab)                        | Lublin                              | 25 122  | 2 024 600   |             |
| 4 | lubuskie (Lubusz voivodskab)                         | Gorzów Wielkopolski/Zielona Góra(3) | 13 988  | 980 000     |             |
| 5 | łódzkie (Łódź voivodskab)                            | Łódź                                | 18 219  | 2 378 500   |             |
| 6 | małopolskie (Lillepolske voivodskab)                 | Kraków                              | 15 183  | 3 429 000   |             |
| 7 | mazowieckie (Masoviske voivodskab)                   | Warszawa                            | 35 558  | 5 510 600   |             |
| 8 | opolskie (Opole voivodskab)                          | Opole                               | 9 412   | 942 400     |             |
| 9 | podkarpackie (Subkarpatiske voivodskab)              | Rzeszów                             | 17 845  | 2 079 100   |             |
| 10 | podlaskie (Podlasie voivodskab)                      | Białystok                           | 20 187  | 1 143 400   |             |
| 11 | pomorskie (Pommerske voivodskab)                     | Gdańsk                              | 18 310  | 2 358 300   |             |
| 12 | śląskie (Schlesiske voivodskab)                      | Katowice                            | 12 334  | 4 346 700   |             |
| 13 | świętokrzyskie (Święty Krzyż voivodskab)             | Kielce                              | 11 710  | 1 178 200   |             |
| 14 | warmińsko-mazurskie (Ermelandskmasuriske voivodskab) | Olsztyn                             | 24 173  | 1 366 400   |             |
| 15 | wielkopolskie (Storpolske voivodskab)                | Poznań                              | 29 827  | 3 493 600   |             |
| 16 | zachodniopomorskie (Vestpommerske voivodskab)        | Szczecin                            | 22 892  | 1 640 600   |             |
| (1) pr. 31.12.22 (2) Bydgoszcz er sæde for voivoden, mens Toruń er sæde for den lokale sejmik (3) Gorzów Wielkopolski er sæde for voivoden, mens Zielona Góra er sæde for den lokale sejmik |                                                      |                                     |         |             |             |

De polske navne på voivodskaberne skal i sin fulde form skrives sammen med województwo, for eksempel województwo wielkopolskie (storpolske voivodskaber).

## Økonomi
Polens økonomi er stabil, og siden kommunismens fald er landet gået ind for en liberalisering af økonomien. Polen var et af de socialistiske lande, som havde stærkest økonomi. Polen blev det første land i Central- og Østeuropa, som gik fra planøkonomi til markedsøkonomi. Privatiseringen af små og større statsselskaber samt en liberal lov for markedsetablering har ført til en stor udvikling i den offentlige sektor og forbrugerrettigheder. Landets mange kulminer er basis for energisektoren.
Restruktureringen og privatiseringen af kul-, stål-, jernbane- og energisektoren er pågået siden 1990. Mellem 2007 og 2010 planlagde den polske regering at indføre 20 offentlige selskaber på det polske aktiemarked, inklusive dele af kulindustrien. Frem til (2007) har de største privatiseringer været salget af det nationale telekommunikationsfirma Telekomunikacja Polska til France Telecom i 2000 og indføringen af 30 % af andelene til Polens største bank – PKO Bank Polski – på det polske aktiemarked i 2004. Statssektoren bidrager i dag til 25 % af landets BNP.
I 2002 arbejdede 16,1 % af befolkningen i landbrugssektoren, 29 % i industrien og 54,9 % i servicesektoren. Polen har et stort antal små private gårdsbrug i landbrugssektoren, der trænger til ændringer. Hovedindustrierne er maskinbygning, jern og stål, kul, kemikalier, skibsbygning, næringsmiddelprocession samt produktion af drikke, glas og tekstiler. Polens udstrakte brug af kulenergi gør, at Polen i dag er et af verdens mest forurenende lande med en ekstrem høj CO2-udledning.[kilde mangler]
| Økonomiske nøgletal      | Værdi           | % af BNP | År, kilde                       |
| ------------------------ | --------------- | -------- | ------------------------------- |
| BNP                      | 338,7 mia. US$  |          | 2006, Verdensbanken             |
| BNP (vækst)              | 6,4%            |          | Q3 2007, The Economist nov 2007 |
| Industriproduktion       | 5,2%            |          | Q3 2007, The Economist nov 2007 |
| Forbrugspriser 2006      | 1,3 %           |          | 2006, Eurostat (europa.eu)      |
| Forbrugspriser 2007      | 2,3%            |          | Q3 2007, The Economist nov 2007 |
| Renter 3 mrd. 2006       | 4,21 %          |          | 2006, Eurostat (europa.eu)      |
| Renter 3 mrd. 2007       | 5,21%           |          | Q3 2007, The Economist nov 2007 |
| Arbejdsløshed            | 11,6%           |          | Q3 2007, The Economist nov 2007 |
| Handelsbalance 12 mrd.   | -10,5 mia. $    |          | Q2 2007, The Economist nov 2007 |
| Betalingsbalance 12 mrd. | -14,6 mia. $    | -4,3%    | Q2 2007, The Economist nov 2007 |
| Budgetbalance            |                 | -2,0%    | 2007, The Economist nov 2007    |
| Udviklingshjælp          | - 0,01 mia. US$ |          | 2005, UNDP Database             |
| BNP pr. indb.            | 7.527 US$       |          | 2005, UNDP Database             |

Landets hovedstad og økonomiske centrum Warszawa ligger på førsteplads i Centraleuropa med hensyn til udenlandske investeringer. BNP-væksten har været stor og holdt sig stadig fra 1993 til 2000 med en kort nedgangsperiode fra 2001 til 2002. Integrationen med EU har givet et positivt udslag på økonomien, med en årlig vækst på 3,7 % i 2003, i forhold til 1,4 % i 2002. I 2004 lå BNP-væksten på 5,4 %, i 2005 3,3 % og i 2006 5,8 %. Den polske regering har sat som mål at øge BNP til 6,5-7,0 % i 2007.
I dag er Polen EU's sjettestørste økonomi og den 23. største i verden. Landet er blevet et attraktivt investeringssted for udenlandske firmaer fra hele verden. Dette skyldes i stor grad Polens gunstige geografiske placering, en indre socialøkonomisk stabilitet og EU-medlemskabet. Samlet udgjorde udenlandske investeringer i årene 1990-2006 over 87 milliarder dollar. Kun i 2006 udgjorde de over 10 milliarder dollar. Polens største importpartnere er Tyskland, Italien, Rusland, Frankrig, Kina og Holland, mens de største eksportpartnere er Tyskland, Italien, Frankrig, Storbritannien, Tjekkiet og Rusland.
Den største udfordring den polske økonomi står ovenfor i dag er overgangen til eurozonen, og dermed valutabyttet fra złoty til euro. Polen er forpligtet til at indføre euroen, men det forventes ikke at ske i den nærmeste fremtid. Efter Polens medlemskab i EU har der været arbejdskraftsudvandring til andre EU-lande (særlig Irland og Storbritannien) på grund af en høj arbejdsløshed (11,8 % i februar 2007).
Nu har Polen fjorten særlige økonomiske zoner (fx Kostrzyn - Słubice Særlig Økonomisk Zone; polsk: Kostrzyńsko-Słubicka Specjalna Strefa Ekonomiczna).
De mest udviklede regioner økonomisk set er det masoviske og schlesiske voivodskap. Nederst på listen ligger derimod det subkarpatiske voivodskab samt voivodskaberne Lublin og Opole.
Store polske brands tæller bl.a. PKO Bank Polski, PKN Orlen, Polska Grupa Energetyczna, PZU, PGNiG, Tauron Group, Grupa Lotos, KGHM Polska Miedź, Asseco, Plus, Play, LOT Polish Airlines, Poczta Polska, Polskie Koleje Państwowe, Biedronka, og TVP.

## Demografi
| Polens befolkning                                               | Polens befolkning | Polens befolkning | Polens befolkning | Polens befolkning | Polens befolkning |
| År                                                              | Befolkningstal    | År                | Befolkningstal    |                   |                   |
| --------------------------------------------------------------- | ----------------- | ----------------- | ----------------- | ----------------- | ----------------- |
| 1846                                                            | 11 107 000        | 1960              | 29 776 000        |                   |                   |
| 1911                                                            | 22 110 000        | 1970              | 32 642 000        |                   |                   |
| 1921                                                            | 27 177 000        | 1978              | 35 061 000        |                   |                   |
| 1931                                                            | 32 107 000        | 1988              | 37 879 000        |                   |                   |
| 1938                                                            | 34 849 000        | 1990              | 38 183 000        |                   |                   |
| 1946                                                            | 23 930 000        | 1995              | 38 610 000        |                   |                   |
| 1950                                                            | 25 008 000        | 2000              | 38 654 000        |                   |                   |
|                                                                 |                   | 2005              | 38 190 608        |                   |                   |
|                                                                 |                   |                   |                   |                   |                   |
| Graf over Polens befolkningstal i årene 1961-2003 (i millioner) |                   |                   |                   |                   |                   |

Polen har tidligere været et mødested for mange sprog, kulturer og religioner. Særlig fandtes der et rigt jødisk liv i Polen før nazisters holocaust, da Polens jødiske befolkning på tre millioner blev reduceret til 300 000 overlevende. Følgene af 2. verdenskrig, særlig forskydningen af Polens grænser til området mellem Curzonlinjen og Oder-Neisse-linjen og den efterfølgende afvandring af millioner af mennesker, gav Polen en etnisk ensartet befolkningssammensætning for første gang i landets flerkulturelle historie. En lille polsk minoritet findes i nabolandene Ukraine, Hviderusland og Litauen samt i andre lande. Der findes også en stor gruppe etniske polakker i USA.
Ifølge det statistiske centralbureau i Polen lå Polens indbyggertal mod slutningen af 2005 på 38 635 144. Det gav en befolkningstæthed på 122 indbyggere per km² (i byer om lag 1 105/km², på landsbygden 50/km²). Den naturlige tilvækst var negativ og lå på -0,04 %. Gennemsnitlig levealder var 70,5 år for mænd og 78,9 år for kvinder. 61,5 % af befolkningen boede i byer de fleste i byområderne omkring Katowice (Øverschlesiske industriområde), Warszawa (Warszawa-agglomeratet), Łódź (Łódź-agglomeratet), Gdańsk (Trippelbyen) og Kraków (Kraków-agglomeratet). I indbyggertal lå Polen på 30. plads i verden (omtrent 0,7 % af verdens befolkning) og på 9. plads i Europa (omtrent 5,4 % af Europas befolkning).
Af befolkningen i 2002 anså 96,75 % sig som polakker, mens 1,23 % erklærede en anden nationalitet. 2,03 % af befolkningen erklærede ikke nogen national tilhørsforhold. De største minoriteter er schlesiere (173,2 tusind), tyskere (152,9 tusind), hviderussere (48,7 tusind), ukrainere (31 tusind), sigøjnere (12,9 tusind), russere (6,1 tusind), lemkere (5,9 tusind) og litauere (5,8 tusind). Der findes også mindre grupper kasjubere, slovakker, vietnamesere, franskmænd, amerikanere, grækere, italienere, bulgarere, israelere, armenere, tjekkere, englændere, tatarer og karaitter. Det polske sprog, som tilhører den vestlige gren af de slaviske sprog, er landets officielle sprog. I 15 gminaer er desuden tysk, kasjubisk og litauisk hjælpesprog.

### Demografisk udvikling
Under den første polske statsdannelse hørte landområder med et areal på over 250 000 km² med én million indbyggere. På Kasimir III den stores tid var landet (ca. 270 000 km²) beboet af over 2,5 millioner mennesker. Det var først unionen med Litauen som førte en radikal demografisk og territoriel vækst med sig. Under Stefan Báthory omfattede landområderne over 1 million km², mens befolkningen mod slutningen af det 16. århundrede sandsynligvis var på ni millioner. Da Polen mistede sin selvstændighed under landets delinger talte den multietniske stat mindst 13-14 millioner indbyggere, samtidig med at en betydelig del af befolkningen brugte et andet sprog end polsk (mod slutningen af det 18. århundrede udgjorde denne gruppe omkring 60 % af befolkningen). Efter at Polen genvandt sin selvstændighed efter 1. verdenskrig boede nogle millioner mennesker med ikke-polsk etnicitet inden for landets grænser. Før 2. verdenskrig var Polen en multietnisk stat, hvor minoriteterne udgjorde en tredjedel af befolkningen. I mellemkrigstiden øgedes folketallet fra 27,2 millioner til 35,2 millioner. Efter krigen gjorde grænseforskydningen og forflytningen af millioner af mennesker Polen til en etnisk enhedsstat for første gang i landets historie. Minoriteterne udgør pr. 2007 ikke mere end 3 % af befolkningen.

## Uddannelse
Det offentlige skolevæsen i Polen er gratis, og omfatter børnehave (przedszkole), grundskole (szkoła podstawowa), ungdomsskole (gimnazjum), videregående skole (liceum), teknisk skole (technikum), yrkesskole (szkoła zawodowa), artistisk skole (szkoła artystyczna) og andre. Systemet omfatter ikke højere uddannelse, som udgør en egen statslig administrationssektor og har en grundlovsgaranteret selvstændighed. Grundloven giver alle retten til uddannelse.
Skolegang er obligatorisk til attenårsalderen, men det er kun grundskolen og ungdomsskolen, som har status som obligatoriske institutioner. Grundskolen varer seks år: fra syv- til trettenårsalderen. Ungdomsskolen varer tre år og afsluttes med en eksamen. Den videre uddannelse omfatter hovedsagelig normal og profileret videregående skole (tre år) eller teknisk skole (fire år), den sidstnævnte en kombination af praktisk og teoretisk uddannelse. Begge ender i eksamen artium (matura) og kan afsluttes med forskellige højere uddannelser som bachelorgrad (licencjat), mastergrad (inżynier og magister), doktorgrad (doktor) og habilitation (doktor habilitowany), som så kan krones med en professortitel.
I dag har Polen mere end 500 institutioner for højere uddannelse, blandt andet 18 traditionelle universiteter i storbyerne Gdańsk, Bydgoszcz, Katowice, Kraków, Lublin, Łódź, Bielsko-Biała, Białystok, Olsztyn, Opole, Poznań, Rzeszów, Toruń, Szczecin, Warszawa, Wrocław og Zielona Góra samt 16 tekniske, 10 medicinske og 9 landbrugsuniversiteter og talrige højskoler for kunst, musik, teater, økonomi og flere andre områder.

### Polsk uddannelseshistorie
Uddannelsen af det polske samfund var et mål for rigets monarker siden begyndelsen af det 12. århundrede. I 1364 blev Det jagellonske universitet grundlagt af Kasimir den Store som et af Europas ældste og mest prestigefyldte. Universitetet i Wrocław blev grundlagt i 1505 af polske Władysław II af Böhmen og Ungarn, Universitetet i Wilno (nu Vilnius, Litauen) i 1579 af Stefan Báthory, Universitetet i Poznań i 1611 af Sigismund 3. Vasa og Universitetet i Lwów (nu Lviv, Ukraine) i 1661 af Johan 2. Kasimir. Senere oplevede polsk videnskab en vis stagnation på grund af at landet blev stærkt svækket og ødelagt af en række krige i det 17. og begyndelsen af det 18. århundrede. Under Polens kunstelskende konge Stanisław August Poniatowski begyndte den imidlertid at blomstre op igen. Blandt andet blev verdens første uddannelsesdepartement oprettet i 1773 (Komisja Edukacji Narodowej). Under Polens delinger og 2. verdenskrig virkede uddannelsesinstitutionerne som undergrundsinstitutioner i skjul mod besættelsesmagterne. Det polske skolesystem blev reformeret i 1999. Grundskolen blev da sat ned fra otte til seks år, mens den fireårige overgrundskolen blev delt i en treårig ungdomsskole og en treårig videregående skole.

## Byer
Pr. 1. januar 2016 var der 919 byer i Polen. Den mindste af byerne, Wyśmierzyce, tæller kun 921 (2014) indbyggere, mens den største, Warszawa, med sin befolkning på 1 700 000 er to tusind gange større.
| Byer med over 100 000 indbyggere |                     |                 |                     |
| #                                | By                  | Indbyggertal(1) | Voivodskab          |
| 1                                | Warszawa            | 1 748 916       | mazowieckie         |
| 2                                | Kraków              | 762 448         | małopolskie         |
| 3                                | Łódź                | 698 688         | łódzkie             |
| 4                                | Wrocław             | 637 683         | dolnośląskie        |
| 5                                | Poznań              | 564 951         | wielkopolskie       |
| 6                                | Gdańsk              | 463 754         | pomorskie           |
| 7                                | Szczecin            | 409 068         | zachodniopomorskie  |
| 8                                | Bydgoszcz           | 363 468         | kujawsko-pomorskie  |
| 9                                | Lublin              | 353 483         | lubelskie           |
| 10                               | Katowice            | 314 500         | śląskie             |
| 11                               | Białystok           | 294 830         | podlaskie           |
| 12                               | Gdynia              | 251 844         | pomorskie           |
| 13                               | Częstochowa         | 245 030         | śląskie             |
| 14                               | Radom               | 225 810         | mazowieckie         |
| 15                               | Sosnowiec           | 224 244         | śląskie             |
| 16                               | Toruń               | 207 190         | kujawsko-pomorskie  |
| 17                               | Kielce              | 207 188         | świętokrzyskie      |
| 18                               | Gliwice             | 198 499         | śląskie             |
| 19                               | Zabrze              | 190 110         | śląskie             |
| 20                               | Bytom               | 186 540         | śląskie             |
| 21                               | Bielsko-Biała       | 176 453         | śląskie             |
| 22                               | Olsztyn             | 174 941         | warmińsko-mazurskie |
| 23                               | Rzeszów             | 163 508         | Podkarpacie         |
| 24                               | Ruda Śląska         | 145 471         | śląskie             |
| 25                               | Rybnik              | 141 388         | śląskie             |
| 26                               | Tychy               | 130 492         | śląskie             |
| 27                               | Dąbrowa Górnicza    | 129 559         | śląskie             |
| 28                               | Opole               | 127 602         | opolskie            |
| 29                               | Płock               | 127 224         | mazowieckie         |
| 30                               | Elbląg              | 126 985         | warmińsko-mazurskie |
| 31                               | Gorzów Wielkopolski | 125 504         | lubuskie            |
| 32                               | Wałbrzych           | 124 988         | dolnośląskie        |
| 33                               | Włocławek           | 119 256         | kujawsko-pomorskie  |
| 34                               | Zielona Góra        | 118 115         | lubuskie            |
| 35                               | Tarnów              | 116 967         | małopolskie         |
| 36                               | Chorzów             | 113 978         | śląskie             |
| 37                               | Kalisz              | 108 477         | wielkopolskie       |
| 38                               | Koszalin            | 107 693         | zachodniopomorskie  |
| 39                               | Legnica             | 105 186         | dolnośląskie        |
| (1) per 31.12.06                 |                     |                 |                     |

| #                         | Befolkningsfordeling i byer | Antal byer (2005) |
| ------------------------- | --------------------------- | ----------------- |
| 1                         | >1 000                      | 1                 |
| 2                         | 500 000 – 1 000             | 4                 |
| 3                         | 250 000 – 500 000           | 8                 |
| 4                         | 100 000 – 250 000           | 26                |
| 5                         | 50 000 – 100 000            | 54                |
| 6                         | 20 000 – 50 000             | 138               |
| 7                         | 10 000 – 20 000             | 177               |
| 8                         | <10 000                     | 445               |
| I alt: 891 byer(pr. 2007) |                             |                   |

| Storbyområder med over én million indbyggere:                                     |                                  |                 |
| #                                                                                 | Storbyområde                     | Folketal (2005) |
| 1                                                                                 | Øverschlesiske industriområde(1) | 3 487 000       |
| 2                                                                                 | Storbyområdet Warszawa           | 2 870 000       |
| 3                                                                                 | Storbyområdet Łódź               | 1 108 600       |
| 4                                                                                 | Trippelbyen(2)                   | 1 080 700       |
| 5                                                                                 | Storbyområdet Kraków             | 1 024 000       |
| (1) også kendt som Storbyområdet Katowice (2) også kendt som Storbyområdet Gdańsk |                                  |                 |

## Turisme i Polen
Polen har et alsidigt udbud for turister. De af turister mest besøgte steder:
- storbyer, primært Warszawa, Kraków, Wrocław (Breslau), Poznań (Posen), Gdańsk (Danzig), Szczecin (Stettin) og Częstochowa;
- kyst af Østersøen, hovedsageligt Świnoujście, Międzyzdroje, Trzęsacz, Kołobrzeg, Darłowo, Ustka, Wejherowo, Gdynia, Sopot og Gdańsk samt Wolin Nationalpark (polsk: Woliński Park Narodowy) og Słowiński Nationalpark (polsk: Słowiński Park Narodowy);
- vådområder: Zalew Szczeciński (Stettiner Haff), Zalew Wiślany (russisk: Калининградский залив) og søer, især Masuriske Søer;
- Karpaterne - først og fremmest Tatrabjergene, beskyttet som Tatra Nationalpark (polsk: Tatrzański Park Narodowy), samt med turistby Zakopane, og også Sudeterne med Karkonosze Nationalpark (polsk: Karkonoski Park Narodowy) med Śnieżka, det højeste bjerg af Karkonosze, og Jelenia Góra, Wałbrzych og Kłodzko;
- Białowieskaskoven (Białowieska nationalpark) - en naturskov af Nordeuropæiske Lavland nær Białystok
- museer, bl.a. i Warszawa, Kraków, Wieliczka, Oświęcim (Auschwitz koncentrationslejr), Poznań, Gniezno, Wrocław, Gdańsk, Malbork, Toruń, Szczecin og Darłowo;
- centre for videnskab og kultur, bl.a. Warszawa, Kraków, Łódź, Szczecin, Wrocław, Poznań, Kielce, Katowice, Bielsko-Biała, Lublin, Białystok, Gdańsk, Gdynia og Sopot, Olsztyn, Rzeszów, Radom, Częstochowa, Opole, Toruń og Bydgoszcz og ligeledes mindre Zakopane, Przemyśl, Sandomierz, Piotrków Trybunalski, Kalisz, Gliwice, Zabrze, Bytom, Chorzów, Sosnowiec, Zielona Góra, Gorzów Wielkopolski, Włocławek, Suwałki og Kamień Pomorski;
- kurbade, for eksempel Świnoujście, Międzyzdroje, Kołobrzeg, Ustka, Sopot, Augustów, Busko-Zdrój, Świeradów-Zdrój og Rabka-Zdrój.